# Edmund Pokrzywa
Edmund Pokrzywa ps. „Konrad” (ur. 23 czerwca 1908 w Wadowicach, zm. 16 maja 1975 w Pruszkowie) – polski nauczyciel, działacz społeczny i instruktor harcerski w stopniu harcmistrza. Podporucznik AK i LWP.

## Życiorys
Pochodził z rodziny nauczycielskiej, syn Franciszka i Heleny. Rodzina przeniosła się do Warszawy w 1914 roku. Wstąpił do utworzonego w 1918 roku Związku Harcerstwa Polskiego, do 2 Warszawskiej Drużyny Harcerskiej, a w 1919 złożył przyrzeczenie harcerskie na ręce hm. Tadeusza Maresza. W latach 1921–1926 należał do 55 WDH, gdzie pełnił funkcję kolejno zastępowego i przybocznego. W latach 1926–1928 był przybocznym w 40 WDH (przy ul. Złotej). W trakcie służby w 40 WDH nawiązał kontakt ze środowiskiem skupionym wokół Juliusza Dąbrowskiego inspirującego się myślą i działalnością niedługo wcześniej poległego drużynowego 40 WDH Mieczysława Bema. Wraz z tym gronem w 1931 roku współzałożył Koło Instruktorów im. Mieczysława Bema, mające za swój główny cel programowo-metodyczny objęcie pracą wychowawczą dzieci i młodzieży ze środowisk robotniczych i rozwój drużyn przy szkołach powszechnych. Uczył się w Państwowym Gimnazjum Męskim im. Tadeusza Reytana, Gimnazjum Męskim im. Joachima Lelewela, a następnie w latach 1926–1933 w Państwowym Seminarium Nauczycielskim im. Stanisława Konarskiego w Warszawie. W trakcie nauki w seminarium został powołany do wojska. Od października 1929 uczył się w Szkole Podchorążych Rezerwy w Zambrowie, ukończył ją we wrześniu 1930 roku. W 1933 roku otrzymał Dyplom Nauczyciela Szkół Powszechnych nr. 10 1932/33, został przygotowany do nauczania wychowania fizycznego i przysposobienia wojskowego. W latach 1932–1935 był komendantem hufca drużyn szkół powszechnych na Czerniakowie. W latach 30. wstąpił do PPS.
Od roku szkolnego 1933/34 uczył w warszawskich szkołach powszechnych, zaś w roku szkolnym 1934/35 rozpoczął pracę w Szkole Powszechnej w Czechowicach (Ursusie), do których przeprowadził się z Warszawy w 1935 roku. Wówczas w związku ze zmianą miejsca pracy i zamieszkania przeniósł się także do Chorągwi Mazowieckiej ZHP. Został zastępcą komendanta Hufca Piastów i drużynowym 207 MDH w Czechowicach-Ursusie. Między 1 a 27 września 1939 roku brał udział w obronie Warszawy jako dowódca samodzielnego plutonu 36 pułku piechoty Legii Akademickiej. Pracę w szkole powszechnej kontynuował również po wybuchu II wojny światowej, równolegle z organizacją i prowadzeniem tajnego nauczania w Ursusie. W grudniu 1939 roku współorganizował konspiracyjną grupę wojskową na terenie Ursusa, która w 1940 roku uformowała się w kompanię „Kordian”. W trakcie okupacji kontynuował służbę harcerską, współorganizując Szare Szeregi w Ursusie. W 1943 roku jako podporucznik został szefem kompanii w strukturach AK. Od marca do października 1943 był dowódcą ochrony radiostacji i Szkoły Podchorążych Łączności. Pod koniec 1943 roku był inicjatorem i współorganizatorem powołania tajnej szkoły średniej w Ursusie, która po wojnie przekształciła się w liceum (istniejące do dziś LVI LO im. rtm. Witolda Pileckiego w Warszawie). W sierpniu 1944 roku Pokrzywa brał udział w koncentracji oddziałów AK w lasach sękocińsko-chojnowskich, jednak z uwagi na sytuację militarną koncentracja została rozwiązana.
W marcu 1945 roku Pokrzywa zgłosił się do LWP i został skierowany do Zamościa, gdzie w stopniu podporucznika był komendantem IV referatu PW i WF w Rejonowej Komendzie Uzupełnień Zamość. W czasie służby wojskowej był również kierownikiem referatu drużyn gimnazjalnych (harcerze starsi) w Hufcu Zamość. Pracował także jako instruktor osadnictwa wojskowego, co wiązało się z czasowym pobytem w Gubinie. W listopadzie 1945 roku jako nauczyciel został zdemobilizowany i wrócił do Ursusa, gdzie rozpoczął pracę w Przyzakładowej Zasadniczej Szkole Zawodowej ZM Ursus. W lutym 1946 roku, został komendantem Hufca im. hm. Mieczysława Bema obejmującego swoją działalnością Ursus, Włochy, Ożarów i Zaborów, zaś w kwietniu tego samego roku uzyskał stopień harcmistrza na kursie harcmistrzowskim w X Pawilonie Cytadeli Warszawskiej. Funkcję hufcowego sprawował do roku 1947, zaś w 1948 roku w związku ze zobowiązaniami zawodowymi częściowo wycofał się z ZHP, które niedługo później zostało rozwiązane. W tym samym roku jako dotychczasowy członek PPS po scaleniu partii z PPR został członkiem PZPR. Wkrótce zaangażował się jednak w działalność Powszechnej Organizacji „Służba Polsce”, prowadził hufiec tej organizacji. W 1951 roku był wicedyrektorem Ośrodka Szkolenia Zawodowego w Ursusie, a w latach 1952–1954 wicedyrektorem Zasadniczej Szkoły Zawodowej w Ursusie. Później pracował w Warszawie, w latach 1954–1955 jako wicedyrektor, a następnie 1955–1968 jako dyrektor Technikum Mechaniki Precyzyjnej. W trakcie całej pracy zawodowej w szkolnictwie organizował dla młodzieży coroczne wycieczki krajoznawcze, krajowe i zagraniczne. Po reaktywacji ZHP w 1956 wspierał jego odrodzenie w Ursusie i uczestniczył w pracach Komendy Chorągwi Mazowieckiej, wizytował również obozy harcerskiej akcji letniej. Pod koniec lat 50. zaniechał aktywnej działalności w ZHP. W 1968 roku został zmuszony do przejścia na wcześniejszą emeryturę wbrew swojej woli, z powodów politycznych. Na emeryturze Pokrzywa przeprowadził się do Pruszkowa, gdzie aktywnie uczestniczył w pracach lokalnego oddziału ZBoWiD. Zmarł 16 maja 1975 roku.
Edmund Pokrzywa został upamiętniony za sprawą odsłoniętego we wrześniu 2013 roku poświęconego mu kamienia-pomnika w Parku Czechowickim w Warszawie-Ursusie.

## Odznaczenia
- Srebrny Krzyż Zasługi (1946)

- Medal za Warszawę (1946)
- Medal za Odrę i Nysę (1947)
- Harcerski Srebrny Krzyż Zasługi (1947)
- Medal Zwycięstwa i Wolności (1948)
- Odznaka Grunwaldzka (1948)
- Krzyż Partyzancki (1948)
- Złoty Krzyż Zasługi (1955)
- Krzyż Kawalerski Orderu Odrodzenia Polski (1961)
- Złota Odznaka ZNP (1965)
- Srebrny Krzyż Zasługi z Mieczami (1971)
- Krzyż Walecznych (1971)
- Warszawski Krzyż Powstańczy (pośmiertnie, 1984)